# Alansmia heteromorpha
Alansmia heteromorpha là một loài dương xỉ trong họ Polypodiaceae. Loài này được Hook. & Grev. Moguel & M. Kessler mô tả khoa học đầu tiên năm 2011.